# Picture Mommy Dead
Picture Mommy Dead (Quem Matou a Minha Mãe ou O Estranho Retrato ou Imagine Mamãe Morta, no Brasil ) é um filme estadunidense de 1966 dirigido por Bert I. Gordon e estrelado por Don Ameche e Martha Hyer.

## Sinopse
Susan Shelley acha que seu pai, Edward, matou sua mãe, Jessica, anos atrás. Recém-liberada de um asilo após 3 anos, ela se reencontra com seu pai e uma nova madrasta, Francene, mas acontecimentos suspeitos ameaçam levá-la ao limite.

## Produção
O filme teve cenas gravadas na mansão Greystone em Beverly Hills.

## Elenco
- Don Ameche ...Edward Shelley
- Martha Hyer ...Francene Shelley
- Susan Gordon ...Susan Shelley
- Zsa Zsa Gabor ...Jessica Flagmore Shelley
- Maxwell Reed ...Anthony
- Wendell Corey ...Lawyer Clayborn
- Signe Hasso ...irmã René
- Anna Lee ...Elsie Kornwald
- Kelly Corcoran ...o menino na sala de estar